# Monica Barnes
Monica Barnes —nacida Monica MacDermott— (Carrickmacross, 12 de febrero de 1936-Killiney, 3 de mayo de 2018) fue una política irlandesa del partido Fine Gael. También fue diputada en la Teachta Dála (TD) por la circunscripción de Dún Laoghaire.

## Biografía
Educada en la Louis Convent, Carrickmacross, Co. Monaghan, y en la Oranges' Academy, Belfast, Barnes se presentó, infructuosamente, a las controvertidas elecciones generales de noviembre de 1981 por la circunscripción Dún Laoghaire, y después de otra derrota más en las elecciones generales de febrero de 1982, finalmente fue elegida al Seanad en el Panel de Trabajo.
En noviembre de 1982, fue elegida al Dáil Éireann en las elecciones generales de noviembre de 1982 y retuvo su asiento hasta perderlo en las elecciones generales de 1992. Fue reelegida en las elecciones generales de 1997, y se retiró en las elecciones generales de 2002.
Barnes impugnó, sin éxito, las elecciones en el Parlamento Europeo para la circunscripción Leinster en las elecciones al Parlamento Europeo de 1979 y en las de 1994 por Irlanda.